# Матч звёзд КХЛ 2025
15-й матч всех звёзд Континентальной хоккейной лиги, который прошёл 8-9 февраля 2025 года в Новосибирске, на домашнем стадионе хоккейного клуба «Сибирь». Новосибирск первый раз выбран местом проведения Матча звёзд КХЛ.

## Формат
Матч звёзд пройдет в формате мини-турнира: матчи по 20 минут, команды в составе 3 на 3 полевых игрока. По истечении 10 минут каждого матча команды меняются воротами. При ничейном счёте после 20 минут победитель определится в серии буллитов без овертайма.

## Определение составов
Голосование болельщиков по выбору вратаря, защитника и двух нападающих в команды дивизионов продлилось с 22 по 27 ноября 2024 года. После этого свой выбор сделали представители СМИ, аккредитованные на сезон 2024/2025. Оставшиеся хоккеисты были выбраны Лигой. Каждая команда имела двух тренеров и состояла из двух вратарей и девяти полевых игроков.

### Голосование болельщиков
| Дивизион Боброва | Дивизион Боброва | Дивизион Боброва | Дивизион Боброва |
| ---------------- | ---------------- | ---------------- | ---------------- |
| Вратарь          |                  |                  |                  |
| Голосов          | Страна           | Имя              | Клуб             |
| 2621             | Россия           | Максим Дорожко   | Витязь           |
| Защитник         |                  |                  |                  |
| Голосов          | Страна           | Имя              | Клуб             |
| 1813             | Россия           | Богдан Конюшков  | Торпедо          |
| Нападающие       |                  |                  |                  |
| Голосов          | Страна           | Имя              | Клуб             |
| 2177             | Россия           | Николай Голдобин | Спартак          |
| 2163             | Россия           | Евгений Кузнецов | СКА              |

| Дивизион Тарасова | Дивизион Тарасова | Дивизион Тарасова | Дивизион Тарасова |
| ----------------- | ----------------- | ----------------- | ----------------- |
| Вратарь           |                   |                   |                   |
| Голосов           | Страна            | Имя               | Клуб              |
| 4566              | Россия            | Даниил Исаев      | Локомотив         |
| Защитник          |                   |                   |                   |
| Голосов           | Страна            | Имя               | Клуб              |
| 1456              | Россия            | Игорь Ожиганов    | Динамо М          |
| Нападающие        |                   |                   |                   |
| Голосов           | Страна            | Имя               | Клуб              |
| 3861              | Россия            | Вадим Шипачёв     | Динамо Мн         |
| 3604              | Россия            | Никита Гусев      | Динамо М          |

| Дивизион Харламова | Дивизион Харламова | Дивизион Харламова | Дивизион Харламова |
| ------------------ | ------------------ | ------------------ | ------------------ |
| Вратарь            |                    |                    |                    |
| Голосов            | Страна             | Имя                | Клуб               |
| 2855               | Канада             | Зак Фукале         | Трактор            |
| Защитник           |                    |                    |                    |
| Голосов            | Страна             | Имя                | Клуб               |
| 1012               | Россия             | Егор Яковлев       | Металлург          |
| Нападающие         |                    |                    |                    |
| Голосов            | Страна             | Имя                | Клуб               |
| 2181               | Россия             | Максим Шабанов     | Трактор            |
| 1678               | Франция            | Стефан Да Коста    | Автомобилист       |

| Дивизион Чернышёва | Дивизион Чернышёва        | Дивизион Чернышёва | Дивизион Чернышёва |
| ------------------ | ------------------------- | ------------------ | ------------------ |
| Вратарь            |                           |                    |                    |
| Голосов            | Страна                    | Имя                | Клуб               |
| 2460               | Россия                    | Денис Костин       | Сибирь             |
| Защитник           |                           |                    |                    |
| Голосов            | Страна                    | Имя                | Клуб               |
| 2887               | Канада                    | Тревор Мёрфи       | Сибирь             |
| Нападающие         |                           |                    |                    |
| Голосов            | Страна                    | Имя                | Клуб               |
| 2931               | Соединённые Штаты Америки | Рид Буше           | Авангард           |
| 1951               | Канада                    | Джошуа Ливо        | Салават Юлаев      |

### Голосование СМИ
29 ноября 2024 года завершилось голосование представителей СМИ. Были выбраны по 3 полевых игрока в каждую из команд.
| Дивизион Боброва | Дивизион Боброва          | Дивизион Боброва    | Дивизион Боброва |
| Позиция          | Страна                    | Имя                 | Клуб             |
| ---------------- | ------------------------- | ------------------- | ---------------- |
| Защитник         | Соединённые Штаты Америки | Энтони Де Анджело   | СКА              |
| Нападающий       | Россия                    | Дмитрий Бучельников | Витязь           |
| Нападающий       | Россия                    | Павел Порядин       | Спартак          |

| Дивизион Тарасова | Дивизион Тарасова | Дивизион Тарасова | Дивизион Тарасова |
| Позиция           | Страна            | Имя               | Клуб              |
| ----------------- | ----------------- | ----------------- | ----------------- |
| Защитник          | Словакия          | Мартин Гернат     | Локомотив         |
| Нападающий        | Россия            | Данил Аймурзин    | Северсталь        |
| Нападающий        | Россия            | Руслан Исхаков    | ЦСКА              |

| Дивизион Харламова | Дивизион Харламова | Дивизион Харламова | Дивизион Харламова |
| Позиция            | Страна             | Имя                | Клуб               |
| ------------------ | ------------------ | ------------------ | ------------------ |
| Нападающий         | Россия             | Александр Кадейкин | Трактор            |
| Нападающий         | Россия             | Дмитрий Силантьев  | Металлург          |
| Нападающий         | Чехия              | Дмитрий Яшкин      | Ак Барс            |

| Дивизион Чернышёва | Дивизион Чернышёва        | Дивизион Чернышёва  | Дивизион Чернышёва |
| Позиция            | Страна                    | Имя                 | Клуб               |
| ------------------ | ------------------------- | ------------------- | ------------------ |
| Нападающий         | Соединённые Штаты Америки | Александр Хмелевски | Салават Юлаев      |
| Нападающий         | Россия                    | Даниил Гутик        | Адмирал            |
| Нападающий         | Россия                    | Сергей Широков      | Сибирь             |

### Выбор лиги
| Дивизион Боброва | Дивизион Боброва | Дивизион Боброва  | Дивизион Боброва |
| Позиция          | Страна           | Имя               | Клуб             |
| ---------------- | ---------------- | ----------------- | ---------------- |
| Вратарь          | Россия           | Иван Бочаров      | Торпедо          |
| Защитник         | Россия           | Александр Никишин | СКА              |
| Нападающий       | Россия           | Тимур Хафизов     | ХК Сочи          |

| Дивизион Тарасова | Дивизион Тарасова | Дивизион Тарасова | Дивизион Тарасова |
| Позиция           | Страна            | Имя               | Клуб              |
| ----------------- | ----------------- | ----------------- | ----------------- |
| Вратарь           | Китай             | Джереми Смит      | Куньлунь Ред Стар |
| Нападающий        | Россия            | Владислав Каменев | ЦСКА              |

| Дивизион Харламова | Дивизион Харламова | Дивизион Харламова      | Дивизион Харламова |
| Позиция            | Страна             | Имя                     | Клуб               |
| ------------------ | ------------------ | ----------------------- | ------------------ |
| Вратарь            | Россия             | Владислав Подъяпольский | Лада               |
| Защитник           | Россия             | Никита Лямкин           | Ак Барс            |
| Нападающий         | Россия             | Андрей Белозёров        | Нефтехимик         |

| Дивизион Чернышёва | Дивизион Чернышёва        | Дивизион Чернышёва  | Дивизион Чернышёва |
| Позиция            | Страна                    | Имя                 | Клуб               |
| ------------------ | ------------------------- | ------------------- | ------------------ |
| Вратарь            | Казахстан                 | Никита Бояркин      | Барыс              |
| Защитник           | Россия                    | Семён Чистяков      | Авангард           |
| Нападающий         | Соединённые Штаты Америки | Александр Гальченюк | Амур               |

## Составы команд
| Дивизион Боброва | Дивизион Боброва | Дивизион Боброва      | Дивизион Боброва     |
| ---------------- | ---------------- | --------------------- | -------------------- |
| Вратари          |                  |                       |                      |
| Номер            | Страна           | Имя                   | Клуб                 |
| 60               | Россия           | Иван Бочаров          | «Торпедо»            |
| 83               | Россия           | Максим Дорожко        | «Витязь»             |
| Защитники        |                  |                       |                      |
| Номер            | Страна           | Имя                   | Клуб                 |
| 6                | Россия           | Богдан Конюшков       | «Торпедо»            |
| 21               | Россия           | Александр Никишин — К | СКА                  |
| Нападающие       |                  |                       |                      |
| Номер            | Страна           | Имя                   | Клуб                 |
| 17               | Россия           | Иван Морозов          | «Спартак»            |
| 23               | Россия           | Егор Климович         | «Сибирские Снайперы» |
| 24               | Россия           | Павел Порядин         | «Спартак»            |
| 72               | Россия           | Дмитрий Бучельников   | «Витязь»             |
| 87               | Россия           | Николай Голдобин      | «Спартак»            |
| 89               | Россия           | Тимур Хафизов         | ХК «Сочи»            |
| 91               | Россия           | Иван Демидов          | СКА                  |

| Дивизион Тарасова | Дивизион Тарасова         | Дивизион Тарасова       | Дивизион Тарасова   |
| ----------------- | ------------------------- | ----------------------- | ------------------- |
| Вратари           |                           |                         |                     |
| Номер             | Страна                    | Имя                     | Клуб                |
| 45                | Китай                     | Джереми Смит            | «Куньлунь Ред Стар» |
| 59                | Россия                    | Владислав Подъяпольский | «Динамо» М          |
| Защитники         |                           |                         |                     |
| Номер             | Страна                    | Имя                     | Клуб                |
| 28                | Словакия                  | Мартин Гернат           | «Локомотив»         |
| 92                | Россия                    | Игорь Ожиганов          | «Динамо» М          |
| Нападающие        |                           |                         |                     |
| Номер             | Страна                    | Имя                     | Клуб                |
| 7                 | Соединённые Штаты Америки | Сэм Энас                | «Динамо» Мн         |
| 43                | Россия                    | Руслан Исхаков          | ЦСКА                |
| 53                | Россия                    | Данил Аймурзин          | «Северсталь»        |
| 71                | Россия                    | Матвей Короткий         | СКА-1946            |
| 76                | Россия                    | Сергей Лукьянцев        | МХК «Спартак»       |
| 87                | Россия                    | Вадим Шипачёв — К       | «Динамо» Мн         |
| 94                | Россия                    | Владислав Каменев       | ЦСКА                |
| 97                | Россия                    | Никита Гусев            | «Динамо» М          |

| Дивизион Харламова | Дивизион Харламова | Дивизион Харламова | Дивизион Харламова   |
| ------------------ | ------------------ | ------------------ | -------------------- |
| Вратари            |                    |                    |                      |
| Номер              | Страна             | Имя                | Клуб                 |
| 1                  | Россия             | Александр Трушков  | «Лада»               |
| 30                 | Канада             | Зак Фукале         | «Трактор»            |
| Защитники          |                    |                    |                      |
| Номер              | Страна             | Имя                | Клуб                 |
| 44                 | Россия             | Егор Яковлев — К   | «Металлург»          |
| 96                 | Россия             | Никита Лямкин      | «Ак Барс»            |
| Нападающие         |                    |                    |                      |
| Номер              | Страна             | Имя                | Клуб                 |
| 14                 | Россия             | Дмитрий Силантьев  | «Металлург»          |
| 15                 | Россия             | Яромир Ермаков     | «Академия Михайлова» |
| 23                 | Чехия              | Дмитрий Яшкин      | «Ак Барс»            |
| 49                 | Россия             | Максим Шабанов     | «Трактор»            |
| 71                 | Россия             | Андрей Белозёров   | «Нефтехимик»         |
| 77                 | Франция            | Стефан Да Коста    | «Автомобилист»       |
| 78                 | Россия             | Александр Кадейкин | «Трактор»            |

| Дивизион Чернышёва | Дивизион Чернышёва        | Дивизион Чернышёва  | Дивизион Чернышёва |
| ------------------ | ------------------------- | ------------------- | ------------------ |
| Вратари            |                           |                     |                    |
| Номер              | Страна                    | Имя                 | Клуб               |
| 1                  | Казахстан                 | Никита Бояркин      | «Барыс»            |
| 72                 | Россия                    | Денис Костин        | «Сибирь»           |
| Защитники          |                           |                     |                    |
| Номер              | Страна                    | Имя                 | Клуб               |
| 8                  | Канада                    | Тревор Мёрфи        | «Сибирь»           |
| 44                 | Россия                    | Дамир Шарипзянов    | «Авангард»         |
| 66                 | Россия                    | Семён Чистяков      | «Авангард»         |
| Нападающие         |                           |                     |                    |
| Номер              | Страна                    | Имя                 | Клуб               |
| 16                 | Россия                    | Максим Филимонов    | СМО МХК «Атлант»   |
| 24                 | Соединённые Штаты Америки | Александр Хмелевски | «Салават Юлаев»    |
| 52                 | Россия                    | Сергей Широков — К  | «Сибирь»           |
| 55                 | Соединённые Штаты Америки | Александр Гальченюк | «Амур»             |
| 65                 | Россия                    | Наиль Якупов        | «Авангард»         |
| 78                 | Россия                    | Даниил Гутик        | «Адмирал»          |

## Мастер-шоу
Мастер-шоу было разбито на два дня (8 и 9 февраля). В первый день состоялись конкурсы «Сила броска», «Эффектный буллит» и «Круг на скорость». Во второй день — «Конкурс капитанов» и «Надёжная защита».

### Эффектный буллит
Участвовали по три полевых игрока от каждой команды. Каждому из игроков была предоставлена одна попытка реализовать буллит в ворота голкипера своего дивизиона; допускалось использование предметов и навыков, не относящихся к хоккею. Победитель определялся голосованием болельщиков.
| Игрок             | Команда          | Дивизион  | Голоса, % |
| ----------------- | ---------------- | --------- | --------- |
| Сергей Широков    | «Сибирь»         | Чернышёва | 30.22     |
| Наиль Якупов      | «Авангард»       | Чернышёва | 22.16     |
| Максим Шабанов    | «Трактор»        | Харламова | 15.86     |
| Данил Аймурзин    | «Северсталь»     | Тарасова  | 7.97      |
| Дмитрий Силантьев | «Металлург»      | Харламова | 6.23      |
| Тимур Хафизов     | ХК «Сочи»        | Боброва   | 6.13      |
| Руслан Исхаков    | ЦСКА             | Тарасова  | 3.66      |
| Стефан Да Коста   | «Автомобилист»   | Харламова | 2.93      |
| Иван Демидов      | СКА              | Боброва   | 1.73      |
| Матвей Короткий   | СКА-1946         | Тарасова  | 1.56      |
| Иван Морозов      | «Спартак»        | Боброва   | 0.92      |
| Максим Филимонов  | СМО МХК «Атлант» | Чернышёва | 0.63      |

### Круг на скорость
Участвовали по одному хоккеисту от каждой команды; участники определились в соответствии с показателями максимально развитой скорости во время матчей чемпионата КХЛ. Каждому участнику была предоставлена одна попытка. Хоккеист должен был сделать по площадке полный круг, стартуя на красной линии и финишируя там же. Победителем признавался игрок, затративший наименьшее количество времени.
| Игрок               | Команда              | Дивизион  | Время (сек.) |
| ------------------- | -------------------- | --------- | ------------ |
| Дмитрий Бучельников | «Витязь»             | Боброва   | 13.737       |
| Сергей Лукьянцев    | МХК «Спартак»        | Тарасова  | 13.923       |
| Яромир Ермаков      | «Академия Михайлова» | Харламова | 14.298       |
| Даниил Гутик        | «Адмирал»            | Чернышёва | 14,471       |

### Сила броска
Участвовали по одному хоккеисту от каждой команды; участники определились в соответствии с показателями максимальной скорости полёта шайбы во время матчей чемпионата КХЛ. Каждому из участников было предоставлено по две попытки, в зачёт шла лучшая из них. Шайба располагалась в восьми метрах от ворот, движение к ней игроки начинали из нейтральной зоны.
| Игрок             | Команда   | Дивизион  | Скорость шайбы (км/ч) | Скорость шайбы (км/ч) |
| Игрок             | Команда   | Дивизион  | Попытка 1             | Попытка 2             |
| ----------------- | --------- | --------- | --------------------- | --------------------- |
| Тревор Мёрфи      | «Сибирь»  | Чернышёва | 156.59                | 164.17                |
| Владислав Каменев | ЦСКА      | Тарасова  | 132.27                | 162.61                |
| Александр Никишин | СКА       | Боброва   | 108.74                | 154.91                |
| Никита Лямкин     | «Ак Барс» | Харламова | 139.28                | 138.9                 |

### Надёжная защита
Участвовали по одному вратарю от каждой команды. Их ворота по свистку в порядке очереди атаковали девять полевых игроков соперника, действия которых ничем не ограничены (разрешались броски и обыгрыш голкипера). Попытка полевого считается завершённой в трёх случаях - после гола, владения шайбы вратарём или дальнего отскока шайбы. Побеждает вратарь, отразивший наибольшее количество атак соперника. При одинаковом количестве сэйвов у двух вратарей назначается дополнительная серия бросков с участием полевых из команд этих вратарей. Если одинаковое количество бросков отразили три вратаря, то повторяется круговая схема. В случае если после её завершения у двух вратарей одинаковое количество спасений, то выполняется дополнительная серия бросков до первого гола.
| Игрок                   | Команда    | Дивизион  | ОБ |
| ----------------------- | ---------- | --------- | -- |
| Зак Фукале              | «Трактор»  | Харламова | 11 |
| Максим Дорожко          | «Витязь»   | Боброва   | 10 |
| Денис Костин            | «Сибирь»   | Чернышёва | 7  |
| Владислав Подъяпольский | «Динамо» М | Тарасова  | 6  |

### Конкурс капитанов
Конкурс состоит из шести этапов, каждый капитан должен выполнить шесть заданий подряд. 
Этап 1: «Точность броска». Задача — поразить четыре мишени. Предусмотрено четыре попытки, очки начисляются за каждую точную;
Этап 2: «Точность паса-1». Задача — поразить мини-ворота передачей;
Этап 3: «Точность паса-2». Задача — поразить мини-ворота подкидкой через мини-бортик;
Этап 4: «Хоккейный биллиард». Задача — поразить ворота броском от дальней синей линии рикошетом от борта;
Этап 5: «Хоккейный баскетбол». Задача — попасть шайбой в баскетбольное кольцо, установленное в площади ворот;
Этап 6: «Счастливый бросок». Задача — попасть с синей линии шайбой в отверстие щита, закрывающего дальние ворота, у участников — по одной попытке. При попадании игрок получает пять очков.
Для второго, третьего, четвёртого и пятого этапов у участников по три попытки: в случае выполнения задания с первой капитан получал три очка, со второй — два, с третьей — одно, за невыполнение задачи — ноль очков. На шестом этапе предоставлялась одна попытка. Победитель конкурса определяется по сумме очков.
| Игрок             | Команда     | Дивизион  | Баллы | Время    |
| ----------------- | ----------- | --------- | ----- | -------- |
| Вадим Шипачёв     | «Динамо» Мн | Тарасова  | 9     | 1:14.845 |
| Сергей Широков    | «Сибирь»    | Чернышёва | 8     | 57.333   |
| Егор Яковлев      | «Металлург» | Харламова | 6     | 1:03.768 |
| Александр Никишин | СКА         | Боброва   | 1     | 1:00.433 |

## Судьи
Главными судьями Матча звёзд были назначены Юрий Оскирко и Александр Сергеев, линейными судьями были назначены Торнике Кучава и Александр Сысуев.

## Турнир 3х3
|  | Полуфиналы         | Полуфиналы         | Полуфиналы         | Полуфиналы         | Полуфиналы         | Полуфиналы         | Полуфиналы         | Полуфиналы         | Полуфиналы         | Полуфиналы |                    |                    | Финал              | Финал              | Финал              | Финал              | Финал              | Финал              | Финал              | Финал              | Финал              | Финал |
|  |                    |                    |                    |                    |                    |                    |                    |                    |                    |            |                    |                    |                    |                    |                    |                    |                    |                    |                    |                    |                    |       |
|  | Дивизион Боброва   | Дивизион Боброва   | Дивизион Боброва   | Дивизион Боброва   | Дивизион Боброва   | Дивизион Боброва   | Дивизион Боброва   | Дивизион Боброва   | Дивизион Боброва   | 9          |                    |                    |                    |                    |                    |                    |                    |                    |                    |                    |                    |       |
|  | Дивизион Боброва   | Дивизион Боброва   | Дивизион Боброва   | Дивизион Боброва   | Дивизион Боброва   | Дивизион Боброва   | Дивизион Боброва   | Дивизион Боброва   | Дивизион Боброва   | 9          |                    |                    |                    |                    |                    |                    |                    |                    |                    |                    |                    |       |
|  | Дивизион Тарасова  | Дивизион Тарасова  | Дивизион Тарасова  | Дивизион Тарасова  | Дивизион Тарасова  | Дивизион Тарасова  | Дивизион Тарасова  | Дивизион Тарасова  | Дивизион Тарасова  | 6          |                    |                    |                    |                    |                    |                    |                    |                    |                    |                    |                    |       |
|  |                    |                    |                    |                    |                    |                    |                    |                    |                    |            | Дивизион Чернышёва | Дивизион Чернышёва | Дивизион Чернышёва | Дивизион Чернышёва | Дивизион Чернышёва | Дивизион Чернышёва | Дивизион Чернышёва | Дивизион Чернышёва | Дивизион Чернышёва | 9                  |                    |       |
|  |                    |                    |                    |                    |                    |                    |                    |                    |                    |            | Дивизион Чернышёва | Дивизион Чернышёва | Дивизион Чернышёва | Дивизион Чернышёва | Дивизион Чернышёва | Дивизион Чернышёва | Дивизион Чернышёва | Дивизион Чернышёва | Дивизион Чернышёва | 9                  |                    |       |
|  |                    |                    |                    |                    |                    |                    |                    |                    |                    |            |                    |                    | Дивизион Боброва   | Дивизион Боброва   | Дивизион Боброва   | Дивизион Боброва   | Дивизион Боброва   | Дивизион Боброва   | Дивизион Боброва   | Дивизион Боброва   | Дивизион Боброва   | 8     |
|  | Дивизион Чернышёва | Дивизион Чернышёва | Дивизион Чернышёва | Дивизион Чернышёва | Дивизион Чернышёва | Дивизион Чернышёва | Дивизион Чернышёва | Дивизион Чернышёва | Дивизион Чернышёва | 10         |                    |                    | Дивизион Боброва   | Дивизион Боброва   | Дивизион Боброва   | Дивизион Боброва   | Дивизион Боброва   | Дивизион Боброва   | Дивизион Боброва   | Дивизион Боброва   | Дивизион Боброва   | 8     |
|  | Дивизион Чернышёва | Дивизион Чернышёва | Дивизион Чернышёва | Дивизион Чернышёва | Дивизион Чернышёва | Дивизион Чернышёва | Дивизион Чернышёва | Дивизион Чернышёва | Дивизион Чернышёва | 10         |                    |                    |                    |                    |                    |                    |                    |                    |                    |                    |                    |       |
|  | Дивизион Харламова | Дивизион Харламова | Дивизион Харламова | Дивизион Харламова | Дивизион Харламова | Дивизион Харламова | Дивизион Харламова | Дивизион Харламова | Дивизион Харламова | 6          |                    |                    |                    |                    |                    |                    |                    |                    |                    |                    |                    |       |
|  | Дивизион Харламова | Дивизион Харламова | Дивизион Харламова | Дивизион Харламова | Дивизион Харламова | Дивизион Харламова | Дивизион Харламова | Дивизион Харламова | Дивизион Харламова | 6          |                    |                    |                    |                    |                    |                    |                    |                    |                    |                    |                    |       |
|  |                    |                    |                    |                    |                    |                    |                    |                    |                    |            |                    |                    | Матч за 3-е место  |                    |                    |                    |                    |                    |                    |                    |                    |       |
|  |                    |                    |                    |                    |                    |                    |                    |                    |                    |            |                    |                    |                    |                    |                    |                    |                    |                    |                    |                    |                    |       |
|  |                    |                    |                    |                    |                    |                    |                    |                    |                    |            |                    |                    |                    |                    |                    |                    |                    |                    |                    |                    |                    |       |
|  |                    |                    |                    |                    |                    |                    |                    |                    |                    |            |                    |                    |                    |                    |                    |                    |                    |                    |                    |                    |                    |       |
|  |                    |                    |                    |                    |                    |                    |                    |                    |                    |            |                    |                    | Дивизион Харламова | Дивизион Харламова | Дивизион Харламова | Дивизион Харламова | Дивизион Харламова | Дивизион Харламова | Дивизион Харламова | Дивизион Харламова | Дивизион Харламова | 12    |
|  |                    |                    |                    |                    |                    |                    |                    |                    |                    |            |                    |                    | Дивизион Харламова | Дивизион Харламова | Дивизион Харламова | Дивизион Харламова | Дивизион Харламова | Дивизион Харламова | Дивизион Харламова | Дивизион Харламова | Дивизион Харламова | 12    |
|  |                    |                    |                    |                    |                    |                    |                    |                    |                    |            |                    |                    | Дивизион Тарасова  | Дивизион Тарасова  | Дивизион Тарасова  | Дивизион Тарасова  | Дивизион Тарасова  | Дивизион Тарасова  | Дивизион Тарасова  | Дивизион Тарасова  | Дивизион Тарасова  | 13(Б) |
|  |                    |                    |                    |                    |                    |                    |                    |                    |                    |            |                    |                    | Дивизион Тарасова  | Дивизион Тарасова  | Дивизион Тарасова  | Дивизион Тарасова  | Дивизион Тарасова  | Дивизион Тарасова  | Дивизион Тарасова  | Дивизион Тарасова  | Дивизион Тарасова  | 13(Б) |

### Полуфиналы
Время московское
| 8 февраля 2025 11:00 | Дивизион Боброва | 9 : 6 (5:6, 4:0, 0:0) | Дивизион Тарасова | Сибирь-Арена Зрителей: 11 243 |

| Отчёт | Отчёт | Отчёт  | Отчёт | Отчёт                                                                                 |
| ----- | ----- | ------ | ----- | ------------------------------------------------------------------------------------- |
|       |       |        |       |                                                                                       |
|       |       |        |       | Судьи: Юрий Оскирко Александр Сергеев Линейные судьи: Кучава Торнике Александр Сысуев |
|       |       |        |       |                                                                                       |
|       |       |        |       |                                                                                       |
|       |       |        |       |                                                                                       |
|       |       |        |       |                                                                                       |
|       |       |        |       |                                                                                       |
| 0 мин | Штраф | 0 мин  |       |                                                                                       |
|       |       |        |       |                                                                                       |
|       | 28    | Броски | 24    |                                                                                       |

| 8 февраля 2025 13:00 | Дивизион Чернышёва | 10 : 6 (5:3, 5:3, 0:0) | Дивизион Харламова | Сибирь-Арена Зрителей: 11 243 |

| Отчёт | Отчёт | Отчёт  | Отчёт | Отчёт                                                                                 |
| ----- | ----- | ------ | ----- | ------------------------------------------------------------------------------------- |
|       |       |        |       |                                                                                       |
|       |       |        |       | Судьи: Юрий Оскирко Александр Сергеев Линейные судьи: Кучава Торнике Александр Сысуев |
|       |       |        |       |                                                                                       |
|       |       |        |       |                                                                                       |
|       |       |        |       |                                                                                       |
|       |       |        |       |                                                                                       |
|       |       |        |       |                                                                                       |
| 2 мин | Штраф | 0 мин  |       |                                                                                       |
|       |       |        |       |                                                                                       |
|       | 35    | Броски | 23    |                                                                                       |

### Матч за 3-е место
| 9 февраля 2025 11:00 | Дивизион Харлмова | 12 : 13 (Б) | Дивизион Тарасова | Сибирь-Арена Зрителей: 11 437 |

| Отчёт | Отчёт | Отчёт | Отчёт | Отчёт                                                                                 |
| ----- | ----- | ----- | ----- | ------------------------------------------------------------------------------------- |
|       |       |       |       |                                                                                       |
|       |       |       |       | Судьи: Юрий Оскирко Александр Сергеев Линейные судьи: Кучава Торнике Александр Сысуев |
|       |       |       |       |                                                                                       |
|       |       |       |       |                                                                                       |
|       |       |       |       |                                                                                       |
|       |       |       |       |                                                                                       |
|       |       |       |       |                                                                                       |
|       |       |       |       |                                                                                       |
|       |       |       |       |                                                                                       |

### Финал
| 9 февраля 2025 13:00 | Дивизион Чернышёва | 9:8 (3:3, 6:5) | Дивизион Боброва | Сибирь-Арена Зрителей: 11 437 |

| Отчёт | Отчёт | Отчёт | Отчёт | Отчёт                                                                                 |
| ----- | ----- | ----- | ----- | ------------------------------------------------------------------------------------- |
|       |       |       |       |                                                                                       |
|       |       |       |       | Судьи: Юрий Оскирко Александр Сергеев Линейные судьи: Кучава Торнике Александр Сысуев |
|       |       |       |       |                                                                                       |
|       |       |       |       |                                                                                       |
|       |       |       |       |                                                                                       |
|       |       |       |       |                                                                                       |
|       |       |       |       |                                                                                       |
|       |       |       |       |                                                                                       |
|       |       |       |       |                                                                                       |

### Комментарии
1. ↑  Заменил травмированного Евгения Кузнецова.
2. ↑  Принимал участие в качестве одного из четырёх лучших игроков Кубка вызова МХЛ.
3. ↑  Заменил Энтони Де Анджело, покинувшего СКА в январе 2025 года.
4. ↑  На момент объявления игроков, выбранных для участия на матче звезд, являлся игроком «Лады», выступающей в дивизионе Харламова. В декабре 2024 года стал игроком московского «Динамо», выступающего в дивизионе Тарасова. Заменил в составе травмированного Даниила Исаева («Локомотив»).
5. ↑  Принимал участие в качестве одного из четырёх лучших игроков Кубка вызова МХЛ.
6. ↑  Изначально заменил получившего повреждение Матвея Короткого, который позже смог принять участие в матче. Лигой было принято решение, что дивизион Тарасова будет представлен двумя молодыми игроками из МХЛ.
7. ↑  Заменил Владислава Подъяпольского, вошедшего в команду дивизиона Тарасова после своего перехода из «Лады» в московское «Динамо».
8. ↑  Принимал участие в качестве одного из четырёх лучших игроков Кубка вызова МХЛ.
9. ↑  Заменил травмированного Джошуа Ливо.
10. ↑  Принимал участие в качестве одного из четырёх лучших игроков Кубка вызова МХЛ.
11. ↑  Заменил травмированного Рида Буше.